# 大安区 (自貢市)
大安区（だいあん-く）は中華人民共和国四川省自貢市に位置する市轄区。

## 地理
大安区は自貢市北東部に位置する。四川盆地南部の丘陵地帯により構成され、北高南低の地勢となっている。

## 行政区画
6街道、9鎮を管轄する。
- 街道:大安街道、竜井街道、馬沖口街道、涼高山街道、鳳凰街道、和平街道
- 鎮:大山鋪鎮、団結鎮、三多寨鎮、何市鎮、新店鎮、新民鎮、牛仏鎮、廟壩鎮、回竜鎮

## 名所・旧跡・観光スポット
- 燊海井（中国語版）

## 交通

### 鉄道
- 中国鉄路総公司
  - 中国鉄路成都局集団公司
    - 内昆線

（内江方面）- 大山舗駅 -（六盤水方面）

## 健康・医療・衛生
- 自貢市第一人民医院
- 自貢市第二人民医院
- 自貢市婦幼保健院